# Phyllachora
Phyllachora är ett släkte av svampar. Phyllachora ingår i familjen Phyllachoraceae, ordningen Phyllachorales, klassen Sordariomycetes, divisionen sporsäcksvampar och riket svampar.
| Phyllachora | \| \| Phyllachora ramosii \| \| \| \| \| \| Phyllachora xylopiae \| \| \| \| \| \| Phyllachora perversa \| \| \| \| \| \| Phyllachora alnicola \| \| \| \| \| \| Phyllachora grewiae \| \| \| \| \| \| Phyllachora tijucensis \| \| \| \| \| \| Phyllachora machaeriicola \| \| \| \| \| \| Phyllachora nuttalliana \| \| \| \| \| \| Phyllachora phyllostachydis \| \| \| \| \| \| Phyllachora cibotii \| \| \| \| \| \| Phyllachora quercus \| \| \| \| \| \| Phyllachora fici-wightianae \| \| \| \| \| \| Phyllachora parvicapsa \| \| \| \| \| \| Phyllachora tabebuiae \| \| \| \| \| \| Phyllachora atromaculans \| \| \| \| \| \| Phyllachora luteomaculata \| \| \| \| \| \| Phyllachora placida \| \| \| \| \| \| Phyllachora setariicola \| \| \| \| \| \| Phyllachora potentillae \| \| \| \| \| \| Phyllachora gordoniae \| \| \| \| \| \| Phyllachora ehretiae \| \| \| \| \| \| Phyllachora concentrica \| \| \| \| \| \| Phyllachora celastri \| \| \| \| \| \| Phyllachora spicatae \| \| \| \| \| \| Phyllachora vitis \| \| \| \| \| \| Phyllachora prataprajii \| \| \| \| \| \| Phyllachora shettyi \| \| \| \| \| \| Phyllachora colombiensis \| \| \| \| \| \| Phyllachora keralensis \| \| \| \| \| \| Phyllachora balakrishnanii \| \| \| \| \| \| Phyllachora betulae-nanae \| \| \| \| \| \| Phyllachora annulata \| \| \| \| \| \| Phyllachora anomala \| \| \| \| \| \| Phyllachora angelicae \| \| \| \| \| \| Phyllachora symploci \| \| \| \| \| \| Phyllachora annuliformis \| \| \| \| \| \| Phyllachora anthephorae \| \| \| \| \| \| Phyllachora angustispora \| \| \| \| \| \| Phyllachora apiahyna \| \| \| \| \| \| Phyllachora annonaceae \| \| \| \| \| \| Phyllachora xanthii \| \| \| \| \| \| Phyllachora tragiae \| \| \| \| \| \| Phyllachora tricholaenae \| \| \| \| \| \| Phyllachora fatiscens \| \| \| \| \| \| Phyllachora explanata \| \| \| \| \| \| Phyllachora ficuum \| \| \| \| \| \| Phyllachora ficicola \| \| \| \| \| \| Phyllachora fici-obscurae \| \| \| \| \| \| Phyllachora tenuis \| \| \| \| \| \| Phyllachora aloëtica \| \| \| \| \| \| Phyllachora alyxiae \| \| \| \| \| \| Phyllachora aliena \| \| \| \| \| \| Phyllachora ambrosiae \| \| \| \| \| \| Phyllachora ambigua \| \| \| \| \| \| Phyllachora alpiniae \| \| \| \| \| \| Phyllachora amaniensis \| \| \| \| \| \| Phyllachora fluminensis \| \| \| \| \| \| Phyllachora winteri \| \| \| \| \| \| Phyllachora vulgata \| \| \| \| \| \| Phyllachora tonduzii \| \| \| \| \| \| Phyllachora asterigena \| \| \| \| \| \| Phyllachora cannabis \| \| \| \| \| \| Phyllachora elliptica \| \| \| \| \| \| Phyllachora elegans \| \| \| \| \| \| Phyllachora eleusines \| \| \| \| \| \| Phyllachora nitidissima \| \| \| \| \| \| Phyllachora lungusaensis \| \| \| \| \| \| Phyllachora nigrescens \| \| \| \| \| \| Phyllachora lucida \| \| \| \| \| \| Phyllachora leptotheca \| \| \| \| \| \| Phyllachora leptostromoidea \| \| \| \| \| \| Phyllachora lepida \| \| \| \| \| \| Phyllachora musae \| \| \| \| \| \| Phyllachora mouririae \| \| \| \| \| \| Phyllachora melastomatis \| \| \| \| \| \| Phyllachora melastomacearum \| \| \| \| \| \| Phyllachora escalloniae \| \| \| \| \| \| Phyllachora espeletiae \| \| \| \| \| \| Phyllachora marginalis \| \| \| \| \| \| Phyllachora maprouneae \| \| \| \| \| \| Phyllachora meliosmae \| \| \| \| \| \| Phyllachora melicicola \| \| \| \| \| \| Phyllachora nepenthidis \| \| \| \| \| \| Phyllachora eupatorii \| \| \| \| \| \| Phyllachora negeriana \| \| \| \| \| \| Phyllachora euphorbiaceae \| \| \| \| \| \| Phyllachora nectandrae \| \| \| \| \| \| Phyllachora lineola \| \| \| \| \| \| Phyllachora litseae \| \| \| \| \| \| Phyllachora dombeyae \| \| \| \| \| \| Phyllachora duplex \| \| \| \| \| \| Phyllachora dolichospora \| \| \| \| \| \| Phyllachora drypeticola \| \| \| \| \| \| Phyllachora miconiicola \| \| \| \| \| \| Phyllachora nodicola \| \| \| \| \| \| Phyllachora noackii \| \| \| \| \| \| Phyllachora megastroma \| \| \| \| \| \| Phyllachora episphaeria \| \| \| \| \| \| Phyllachora megalospora \| \| \| \| \| \| Phyllachora macrospora \| \| \| \| \| \| Phyllachora laeviuscula \| \| \| \| \| \| Phyllachora miryensis \| \| \| \| \| \| Phyllachora miscanthi \| \| \| \| \| \| Phyllachora lespedezae \| \| \| \| \| \| Phyllachora meliae \| \| \| \| \| \| Phyllachora eugeniae \| \| \| \| \| \| Phyllachora melianthi \| \| \| \| \| \| Phyllachora maydis \| \| \| \| \| \| Phyllachora mayepeae \| \| \| \| \| \| Phyllachora nitidula \| \| \| \| \| \| Phyllachora michelii \| \| \| \| \| \| Phyllachora mabae \| \| \| \| \| \| Phyllachora mutisiae \| \| \| \| \| \| Phyllachora luzulae \| \| \| \| \| \| Phyllachora myrrhinii \| \| \| \| \| \| Phyllachora macarangae \| \| \| \| \| \| Phyllachora nectandricola \| \| \| \| \| \| Phyllachora myrciae \| \| \| \| \| \| Phyllachora elmeri \| \| \| \| \| \| Phyllachora engelhardtiae \| \| \| \| \| \| Phyllachora minuta \| \| \| \| \| \| Phyllachora minutissima \| \| \| \| \| \| Phyllachora melaleucae \| \| \| \| \| \| Phyllachora maculans \| \| \| \| \| \| Phyllachora madeirensis \| \| \| \| \| \| Phyllachora nervicida \| \| \| \| \| \| Phyllachora maculicola \| \| \| \| \| \| Phyllachora manaosensis \| \| \| \| \| \| Phyllachora maculata \| \| \| \| \| \| Phyllachora monninae \| \| \| \| \| \| Phyllachora missouriensis \| \| \| \| \| \| Phyllachora lonchotheca \| \| \| \| \| \| Phyllachora morthieri \| \| \| \| \| \| Phyllachora effigurata \| \| \| \| \| \| Phyllachora durantae \| \| \| \| \| \| Phyllachora effusa \| \| \| \| \| \| Phyllachora exanthematica \| \| \| \| \| \| Phyllachora eximia \| \| \| \| \| \| Phyllachora exasperans \| \| \| \| \| \| Phyllachora menispermi \| \| \| \| \| \| Phyllachora metastelmae \| \| \| \| \| \| Phyllachora merrillii \| \| \| \| \| \| Phyllachora shiraiana \| \| \| \| \| \| Phyllachora valsiformis \| \| \| \| \| \| Phyllachora valsispora \| \| \| \| \| \| Phyllachora cassiae \| \| \| \| \| \| Phyllachora cantonensis \| \| \| \| \| \| Phyllachora catervaria \| \| \| \| \| \| Phyllachora canaliculata \| \| \| \| \| \| Phyllachora castaneae \| \| \| \| \| \| Phyllachora canarii \| \| \| \| \| \| Phyllachora caseariae \| \| \| \| \| \| Phyllachora balansae \| \| \| \| \| \| Phyllachora barringtoniae \| \| \| \| \| \| Phyllachora bambusina \| \| \| \| \| \| Phyllachora bakeriana \| \| \| \| \| \| Phyllachora atrofigurans \| \| \| \| \| \| Phyllachora banisteriae \| \| \| \| \| \| Phyllachora viticicola \| \| \| \| \| \| Phyllachora viventis \| \| \| \| \| \| Phyllachora scirpi \| \| \| \| \| \| Phyllachora glochidii \| \| \| \| \| \| Phyllachora glaziovii \| \| \| \| \| \| Phyllachora globispora \| \| \| \| \| \| Phyllachora conferta \| \| \| \| \| \| Phyllachora tropicalis \| \| \| \| \| \| Phyllachora uberata \| \| \| \| \| \| Phyllachora coicis \| \| \| \| \| \| Phyllachora umbilicata \| \| \| \| \| \| Phyllachora brachystemonis \| \| \| \| \| \| Phyllachora bourreriae \| \| \| \| \| \| Phyllachora brachyspora \| \| \| \| \| \| Phyllachora brasiliensis \| \| \| \| \| \| Phyllachora securidacae \| \| \| \| \| \| Phyllachora scapincola \| \| \| \| \| \| Phyllachora scanica \| \| \| \| \| \| Phyllachora vesicata \| \| \| \| \| \| Phyllachora chalybaea \| \| \| \| \| \| Phyllachora gaylussaciae \| \| \| \| \| \| Phyllachora cinerea \| \| \| \| \| \| Phyllachora cepae \| \| \| \| \| \| Phyllachora chusqueae \| \| \| \| \| \| Phyllachora chenopodii \| \| \| \| \| \| Phyllachora simabae-cedronis \| \| \| \| \| \| Phyllachora simplex \| \| \| \| \| \| Phyllachora cinerascens \| \| \| \| \| \| Phyllachora fuscescens \| \| \| \| \| \| Phyllachora frigoris \| \| \| \| \| \| Phyllachora silphii \| \| \| \| \| \| Phyllachora centothecae \| \| \| \| \| \| Phyllachora fructicola \| \| \| \| \| \| Phyllachora fructigena \| \| \| \| \| \| Phyllachora sassafras \| \| \| \| \| \| Phyllachora ulei \| \| \| \| \| \| Phyllachora ulcerata \| \| \| \| \| \| Phyllachora blepharoneuri \| \| \| \| \| \| Phyllachora biareolata \| \| \| \| \| \| Phyllachora bischofiae \| \| \| \| \| \| Phyllachora begoniae \| \| \| \| \| \| Phyllachora baumii \| \| \| \| \| \| Phyllachora biguttulata \| \| \| \| \| \| Phyllachora blanquillo \| \| \| \| \| \| Phyllachora bersamae \| \| \| \| \| \| Phyllachora scleriae \| \| \| \| \| \| Phyllachora scleriicola \| \| \| \| \| \| Phyllachora urvilleana \| \| \| \| \| \| Phyllachora urophylla \| \| \| \| \| \| Phyllachora caffra \| \| \| \| \| \| Phyllachora canafistulae \| \| \| \| \| \| Phyllachora asteromorpha \| \| \| \| \| \| Phyllachora astronii \| \| \| \| \| \| Phyllachora aspidea \| \| \| \| \| \| Phyllachora aspideoides \| \| \| \| \| \| Phyllachora vilis \| \| \| \| \| \| Phyllachora vinosa \| \| \| \| \| \| Phyllachora viridulocincta \| \| \| \| \| \| Phyllachora schweinfurthii \| \| \| \| \| \| Phyllachora schoenicola \| \| \| \| \| \| Phyllachora clypeata \| \| \| \| \| \| Phyllachora tritici-gracilis \| \| \| \| \| \| Phyllachora trivialis \| \| \| \| \| \| Phyllachora gentianae \| \| \| \| \| \| Phyllachora triumfettae \| \| \| \| \| \| Phyllachora pittieri \| \| \| \| \| \| Phyllachora huallagensis \| \| \| \| \| \| Phyllachora impatientis \| \| \| \| \| \| Phyllachora hibiscicola \| \| \| \| \| \| Phyllachora incarcerata \| \| \| \| \| \| Phyllachora hugoniae \| \| \| \| \| \| Phyllachora huberi \| \| \| \| \| \| Phyllachora hyssopi \| \| \| \| \| \| Phyllachora inclusa \| \| \| \| \| \| Phyllachora pittospori \| \| \| \| \| \| Phyllachora hieronymi \| \| \| \| \| \| Phyllachora ocoteicola \| \| \| \| \| \| Phyllachora olyrae \| \| \| \| \| \| Phyllachora opaca \| \| \| \| \| \| Phyllachora connari \| \| \| \| \| \| Phyllachora glycosmidis \| \| \| \| \| \| Phyllachora conspurcata \| \| \| \| \| \| Phyllachora congregata \| \| \| \| \| \| Phyllachora connarina \| \| \| \| \| \| Phyllachora conspicua \| \| \| \| \| \| Phyllachora psychotriae \| \| \| \| \| \| Phyllachora pterospermi \| \| \| \| \| \| Phyllachora pterocarpi \| \| \| \| \| \| Phyllachora pseudes \| \| \| \| \| \| Phyllachora dactylidis \| \| \| \| \| \| Phyllachora cyperina \| \| \| \| \| \| Phyllachora pappiana \| \| \| \| \| \| Phyllachora panici \| \| \| \| \| \| Phyllachora decaisneana \| \| \| \| \| \| Phyllachora guavira \| \| \| \| \| \| Phyllachora delicatula \| \| \| \| \| \| Phyllachora guatteriae \| \| \| \| \| \| Phyllachora heraclei \| \| \| \| \| \| Phyllachora guazumae \| \| \| \| \| \| Phyllachora picea \| \| \| \| \| \| Phyllachora piperacearum \| \| \| \| \| \| Phyllachora oryzopsidis \| \| \| \| \| \| Phyllachora orbiculata \| \| \| \| \| \| Phyllachora ornans \| \| \| \| \| \| Phyllachora gracillima \| \| \| \| \| \| Phyllachora crotonicola \| \| \| \| \| \| Phyllachora plantaginis \| \| \| \| \| \| Phyllachora orbicula \| \| \| \| \| \| Phyllachora opposita \| \| \| \| \| \| Phyllachora granulosa \| \| \| \| \| \| Phyllachora dalibardae \| \| \| \| \| \| Phyllachora grammica \| \| \| \| \| \| Phyllachora gratissima \| \| \| \| \| \| Phyllachora dawei \| \| \| \| \| \| Phyllachora socia \| \| \| \| \| \| Phyllachora sordida \| \| \| \| \| \| Phyllachora solidaginum \| \| \| \| \| \| Phyllachora dioscoreae \| \| \| \| \| \| Phyllachora stipata \| \| \| \| \| \| Phyllachora strelitziae \| \| \| \| \| \| Phyllachora subbrachyspora \| \| \| \| \| \| Phyllachora deusta \| \| \| \| \| \| Phyllachora subopaca \| \| \| \| \| \| Phyllachora subrepens \| \| \| \| \| \| Phyllachora disseminata \| \| \| \| \| \| Phyllachora distinguenda \| \| \| \| \| \| Phyllachora sphaerospora \| \| \| \| \| \| Phyllachora sphaerosperma \| \| \| \| \| \| Phyllachora spissa \| \| \| \| \| \| Phyllachora dischidiae \| \| \| \| \| \| Phyllachora dispersa \| \| \| \| \| \| Phyllachora sororcula \| \| \| \| \| \| Phyllachora spegazzinii \| \| \| \| \| \| Phyllachora subcuticularis \| \| \| \| \| \| Phyllachora subcircinans \| \| \| \| \| \| Phyllachora sinensis \| \| \| \| \| \| Phyllachora sinik-lagaraik \| \| \| \| \| \| Phyllachora devriesii \| \| \| \| \| \| Phyllachora dimeriae \| \| \| \| \| \| Phyllachora subtropica \| \| \| \| \| \| Phyllachora sporoboli \| \| \| \| \| \| Phyllachora stenospora \| \| \| \| |
|             | \| \| Phyllachora ramosii \| \| \| \| \| \| Phyllachora xylopiae \| \| \| \| \| \| Phyllachora perversa \| \| \| \| \| \| Phyllachora alnicola \| \| \| \| \| \| Phyllachora grewiae \| \| \| \| \| \| Phyllachora tijucensis \| \| \| \| \| \| Phyllachora machaeriicola \| \| \| \| \| \| Phyllachora nuttalliana \| \| \| \| \| \| Phyllachora phyllostachydis \| \| \| \| \| \| Phyllachora cibotii \| \| \| \| \| \| Phyllachora quercus \| \| \| \| \| \| Phyllachora fici-wightianae \| \| \| \| \| \| Phyllachora parvicapsa \| \| \| \| \| \| Phyllachora tabebuiae \| \| \| \| \| \| Phyllachora atromaculans \| \| \| \| \| \| Phyllachora luteomaculata \| \| \| \| \| \| Phyllachora placida \| \| \| \| \| \| Phyllachora setariicola \| \| \| \| \| \| Phyllachora potentillae \| \| \| \| \| \| Phyllachora gordoniae \| \| \| \| \| \| Phyllachora ehretiae \| \| \| \| \| \| Phyllachora concentrica \| \| \| \| \| \| Phyllachora celastri \| \| \| \| \| \| Phyllachora spicatae \| \| \| \| \| \| Phyllachora vitis \| \| \| \| \| \| Phyllachora prataprajii \| \| \| \| \| \| Phyllachora shettyi \| \| \| \| \| \| Phyllachora colombiensis \| \| \| \| \| \| Phyllachora keralensis \| \| \| \| \| \| Phyllachora balakrishnanii \| \| \| \| \| \| Phyllachora betulae-nanae \| \| \| \| \| \| Phyllachora annulata \| \| \| \| \| \| Phyllachora anomala \| \| \| \| \| \| Phyllachora angelicae \| \| \| \| \| \| Phyllachora symploci \| \| \| \| \| \| Phyllachora annuliformis \| \| \| \| \| \| Phyllachora anthephorae \| \| \| \| \| \| Phyllachora angustispora \| \| \| \| \| \| Phyllachora apiahyna \| \| \| \| \| \| Phyllachora annonaceae \| \| \| \| \| \| Phyllachora xanthii \| \| \| \| \| \| Phyllachora tragiae \| \| \| \| \| \| Phyllachora tricholaenae \| \| \| \| \| \| Phyllachora fatiscens \| \| \| \| \| \| Phyllachora explanata \| \| \| \| \| \| Phyllachora ficuum \| \| \| \| \| \| Phyllachora ficicola \| \| \| \| \| \| Phyllachora fici-obscurae \| \| \| \| \| \| Phyllachora tenuis \| \| \| \| \| \| Phyllachora aloëtica \| \| \| \| \| \| Phyllachora alyxiae \| \| \| \| \| \| Phyllachora aliena \| \| \| \| \| \| Phyllachora ambrosiae \| \| \| \| \| \| Phyllachora ambigua \| \| \| \| \| \| Phyllachora alpiniae \| \| \| \| \| \| Phyllachora amaniensis \| \| \| \| \| \| Phyllachora fluminensis \| \| \| \| \| \| Phyllachora winteri \| \| \| \| \| \| Phyllachora vulgata \| \| \| \| \| \| Phyllachora tonduzii \| \| \| \| \| \| Phyllachora asterigena \| \| \| \| \| \| Phyllachora cannabis \| \| \| \| \| \| Phyllachora elliptica \| \| \| \| \| \| Phyllachora elegans \| \| \| \| \| \| Phyllachora eleusines \| \| \| \| \| \| Phyllachora nitidissima \| \| \| \| \| \| Phyllachora lungusaensis \| \| \| \| \| \| Phyllachora nigrescens \| \| \| \| \| \| Phyllachora lucida \| \| \| \| \| \| Phyllachora leptotheca \| \| \| \| \| \| Phyllachora leptostromoidea \| \| \| \| \| \| Phyllachora lepida \| \| \| \| \| \| Phyllachora musae \| \| \| \| \| \| Phyllachora mouririae \| \| \| \| \| \| Phyllachora melastomatis \| \| \| \| \| \| Phyllachora melastomacearum \| \| \| \| \| \| Phyllachora escalloniae \| \| \| \| \| \| Phyllachora espeletiae \| \| \| \| \| \| Phyllachora marginalis \| \| \| \| \| \| Phyllachora maprouneae \| \| \| \| \| \| Phyllachora meliosmae \| \| \| \| \| \| Phyllachora melicicola \| \| \| \| \| \| Phyllachora nepenthidis \| \| \| \| \| \| Phyllachora eupatorii \| \| \| \| \| \| Phyllachora negeriana \| \| \| \| \| \| Phyllachora euphorbiaceae \| \| \| \| \| \| Phyllachora nectandrae \| \| \| \| \| \| Phyllachora lineola \| \| \| \| \| \| Phyllachora litseae \| \| \| \| \| \| Phyllachora dombeyae \| \| \| \| \| \| Phyllachora duplex \| \| \| \| \| \| Phyllachora dolichospora \| \| \| \| \| \| Phyllachora drypeticola \| \| \| \| \| \| Phyllachora miconiicola \| \| \| \| \| \| Phyllachora nodicola \| \| \| \| \| \| Phyllachora noackii \| \| \| \| \| \| Phyllachora megastroma \| \| \| \| \| \| Phyllachora episphaeria \| \| \| \| \| \| Phyllachora megalospora \| \| \| \| \| \| Phyllachora macrospora \| \| \| \| \| \| Phyllachora laeviuscula \| \| \| \| \| \| Phyllachora miryensis \| \| \| \| \| \| Phyllachora miscanthi \| \| \| \| \| \| Phyllachora lespedezae \| \| \| \| \| \| Phyllachora meliae \| \| \| \| \| \| Phyllachora eugeniae \| \| \| \| \| \| Phyllachora melianthi \| \| \| \| \| \| Phyllachora maydis \| \| \| \| \| \| Phyllachora mayepeae \| \| \| \| \| \| Phyllachora nitidula \| \| \| \| \| \| Phyllachora michelii \| \| \| \| \| \| Phyllachora mabae \| \| \| \| \| \| Phyllachora mutisiae \| \| \| \| \| \| Phyllachora luzulae \| \| \| \| \| \| Phyllachora myrrhinii \| \| \| \| \| \| Phyllachora macarangae \| \| \| \| \| \| Phyllachora nectandricola \| \| \| \| \| \| Phyllachora myrciae \| \| \| \| \| \| Phyllachora elmeri \| \| \| \| \| \| Phyllachora engelhardtiae \| \| \| \| \| \| Phyllachora minuta \| \| \| \| \| \| Phyllachora minutissima \| \| \| \| \| \| Phyllachora melaleucae \| \| \| \| \| \| Phyllachora maculans \| \| \| \| \| \| Phyllachora madeirensis \| \| \| \| \| \| Phyllachora nervicida \| \| \| \| \| \| Phyllachora maculicola \| \| \| \| \| \| Phyllachora manaosensis \| \| \| \| \| \| Phyllachora maculata \| \| \| \| \| \| Phyllachora monninae \| \| \| \| \| \| Phyllachora missouriensis \| \| \| \| \| \| Phyllachora lonchotheca \| \| \| \| \| \| Phyllachora morthieri \| \| \| \| \| \| Phyllachora effigurata \| \| \| \| \| \| Phyllachora durantae \| \| \| \| \| \| Phyllachora effusa \| \| \| \| \| \| Phyllachora exanthematica \| \| \| \| \| \| Phyllachora eximia \| \| \| \| \| \| Phyllachora exasperans \| \| \| \| \| \| Phyllachora menispermi \| \| \| \| \| \| Phyllachora metastelmae \| \| \| \| \| \| Phyllachora merrillii \| \| \| \| \| \| Phyllachora shiraiana \| \| \| \| \| \| Phyllachora valsiformis \| \| \| \| \| \| Phyllachora valsispora \| \| \| \| \| \| Phyllachora cassiae \| \| \| \| \| \| Phyllachora cantonensis \| \| \| \| \| \| Phyllachora catervaria \| \| \| \| \| \| Phyllachora canaliculata \| \| \| \| \| \| Phyllachora castaneae \| \| \| \| \| \| Phyllachora canarii \| \| \| \| \| \| Phyllachora caseariae \| \| \| \| \| \| Phyllachora balansae \| \| \| \| \| \| Phyllachora barringtoniae \| \| \| \| \| \| Phyllachora bambusina \| \| \| \| \| \| Phyllachora bakeriana \| \| \| \| \| \| Phyllachora atrofigurans \| \| \| \| \| \| Phyllachora banisteriae \| \| \| \| \| \| Phyllachora viticicola \| \| \| \| \| \| Phyllachora viventis \| \| \| \| \| \| Phyllachora scirpi \| \| \| \| \| \| Phyllachora glochidii \| \| \| \| \| \| Phyllachora glaziovii \| \| \| \| \| \| Phyllachora globispora \| \| \| \| \| \| Phyllachora conferta \| \| \| \| \| \| Phyllachora tropicalis \| \| \| \| \| \| Phyllachora uberata \| \| \| \| \| \| Phyllachora coicis \| \| \| \| \| \| Phyllachora umbilicata \| \| \| \| \| \| Phyllachora brachystemonis \| \| \| \| \| \| Phyllachora bourreriae \| \| \| \| \| \| Phyllachora brachyspora \| \| \| \| \| \| Phyllachora brasiliensis \| \| \| \| \| \| Phyllachora securidacae \| \| \| \| \| \| Phyllachora scapincola \| \| \| \| \| \| Phyllachora scanica \| \| \| \| \| \| Phyllachora vesicata \| \| \| \| \| \| Phyllachora chalybaea \| \| \| \| \| \| Phyllachora gaylussaciae \| \| \| \| \| \| Phyllachora cinerea \| \| \| \| \| \| Phyllachora cepae \| \| \| \| \| \| Phyllachora chusqueae \| \| \| \| \| \| Phyllachora chenopodii \| \| \| \| \| \| Phyllachora simabae-cedronis \| \| \| \| \| \| Phyllachora simplex \| \| \| \| \| \| Phyllachora cinerascens \| \| \| \| \| \| Phyllachora fuscescens \| \| \| \| \| \| Phyllachora frigoris \| \| \| \| \| \| Phyllachora silphii \| \| \| \| \| \| Phyllachora centothecae \| \| \| \| \| \| Phyllachora fructicola \| \| \| \| \| \| Phyllachora fructigena \| \| \| \| \| \| Phyllachora sassafras \| \| \| \| \| \| Phyllachora ulei \| \| \| \| \| \| Phyllachora ulcerata \| \| \| \| \| \| Phyllachora blepharoneuri \| \| \| \| \| \| Phyllachora biareolata \| \| \| \| \| \| Phyllachora bischofiae \| \| \| \| \| \| Phyllachora begoniae \| \| \| \| \| \| Phyllachora baumii \| \| \| \| \| \| Phyllachora biguttulata \| \| \| \| \| \| Phyllachora blanquillo \| \| \| \| \| \| Phyllachora bersamae \| \| \| \| \| \| Phyllachora scleriae \| \| \| \| \| \| Phyllachora scleriicola \| \| \| \| \| \| Phyllachora urvilleana \| \| \| \| \| \| Phyllachora urophylla \| \| \| \| \| \| Phyllachora caffra \| \| \| \| \| \| Phyllachora canafistulae \| \| \| \| \| \| Phyllachora asteromorpha \| \| \| \| \| \| Phyllachora astronii \| \| \| \| \| \| Phyllachora aspidea \| \| \| \| \| \| Phyllachora aspideoides \| \| \| \| \| \| Phyllachora vilis \| \| \| \| \| \| Phyllachora vinosa \| \| \| \| \| \| Phyllachora viridulocincta \| \| \| \| \| \| Phyllachora schweinfurthii \| \| \| \| \| \| Phyllachora schoenicola \| \| \| \| \| \| Phyllachora clypeata \| \| \| \| \| \| Phyllachora tritici-gracilis \| \| \| \| \| \| Phyllachora trivialis \| \| \| \| \| \| Phyllachora gentianae \| \| \| \| \| \| Phyllachora triumfettae \| \| \| \| \| \| Phyllachora pittieri \| \| \| \| \| \| Phyllachora huallagensis \| \| \| \| \| \| Phyllachora impatientis \| \| \| \| \| \| Phyllachora hibiscicola \| \| \| \| \| \| Phyllachora incarcerata \| \| \| \| \| \| Phyllachora hugoniae \| \| \| \| \| \| Phyllachora huberi \| \| \| \| \| \| Phyllachora hyssopi \| \| \| \| \| \| Phyllachora inclusa \| \| \| \| \| \| Phyllachora pittospori \| \| \| \| \| \| Phyllachora hieronymi \| \| \| \| \| \| Phyllachora ocoteicola \| \| \| \| \| \| Phyllachora olyrae \| \| \| \| \| \| Phyllachora opaca \| \| \| \| \| \| Phyllachora connari \| \| \| \| \| \| Phyllachora glycosmidis \| \| \| \| \| \| Phyllachora conspurcata \| \| \| \| \| \| Phyllachora congregata \| \| \| \| \| \| Phyllachora connarina \| \| \| \| \| \| Phyllachora conspicua \| \| \| \| \| \| Phyllachora psychotriae \| \| \| \| \| \| Phyllachora pterospermi \| \| \| \| \| \| Phyllachora pterocarpi \| \| \| \| \| \| Phyllachora pseudes \| \| \| \| \| \| Phyllachora dactylidis \| \| \| \| \| \| Phyllachora cyperina \| \| \| \| \| \| Phyllachora pappiana \| \| \| \| \| \| Phyllachora panici \| \| \| \| \| \| Phyllachora decaisneana \| \| \| \| \| \| Phyllachora guavira \| \| \| \| \| \| Phyllachora delicatula \| \| \| \| \| \| Phyllachora guatteriae \| \| \| \| \| \| Phyllachora heraclei \| \| \| \| \| \| Phyllachora guazumae \| \| \| \| \| \| Phyllachora picea \| \| \| \| \| \| Phyllachora piperacearum \| \| \| \| \| \| Phyllachora oryzopsidis \| \| \| \| \| \| Phyllachora orbiculata \| \| \| \| \| \| Phyllachora ornans \| \| \| \| \| \| Phyllachora gracillima \| \| \| \| \| \| Phyllachora crotonicola \| \| \| \| \| \| Phyllachora plantaginis \| \| \| \| \| \| Phyllachora orbicula \| \| \| \| \| \| Phyllachora opposita \| \| \| \| \| \| Phyllachora granulosa \| \| \| \| \| \| Phyllachora dalibardae \| \| \| \| \| \| Phyllachora grammica \| \| \| \| \| \| Phyllachora gratissima \| \| \| \| \| \| Phyllachora dawei \| \| \| \| \| \| Phyllachora socia \| \| \| \| \| \| Phyllachora sordida \| \| \| \| \| \| Phyllachora solidaginum \| \| \| \| \| \| Phyllachora dioscoreae \| \| \| \| \| \| Phyllachora stipata \| \| \| \| \| \| Phyllachora strelitziae \| \| \| \| \| \| Phyllachora subbrachyspora \| \| \| \| \| \| Phyllachora deusta \| \| \| \| \| \| Phyllachora subopaca \| \| \| \| \| \| Phyllachora subrepens \| \| \| \| \| \| Phyllachora disseminata \| \| \| \| \| \| Phyllachora distinguenda \| \| \| \| \| \| Phyllachora sphaerospora \| \| \| \| \| \| Phyllachora sphaerosperma \| \| \| \| \| \| Phyllachora spissa \| \| \| \| \| \| Phyllachora dischidiae \| \| \| \| \| \| Phyllachora dispersa \| \| \| \| \| \| Phyllachora sororcula \| \| \| \| \| \| Phyllachora spegazzinii \| \| \| \| \| \| Phyllachora subcuticularis \| \| \| \| \| \| Phyllachora subcircinans \| \| \| \| \| \| Phyllachora sinensis \| \| \| \| \| \| Phyllachora sinik-lagaraik \| \| \| \| \| \| Phyllachora devriesii \| \| \| \| \| \| Phyllachora dimeriae \| \| \| \| \| \| Phyllachora subtropica \| \| \| \| \| \| Phyllachora sporoboli \| \| \| \| \| \| Phyllachora stenospora \| \| \| \| |
|             | Trabutia |
|             | |
|             | Coccostroma |
|             | |
|             | Sphaerodothis |
|             | |
|             | Mycohypallage |
|             | |
|             | Linochora |
|             | |
|             | Coccodiella |
|             | |
|             | Catacauma |
|             | |
|             | Bagnisiopsis |
|             | |
|             | Stigmochora |
|             | |
|             | Polystigma |
|             | |
|             | Phragmocarpella |
|             | |
|             | Plectosphaera |
|             | |
|             | Placostroma |
|             | |
|             | Physalosporina |
|             | |
|             | Ophiodothella |
|             | |
|             | Diachora |
|             | |
|             | Apiosphaeria |
|             | |
|             | Telimenella |
|             | |
|             | Phylleutypa |
|             | |
|             | Endodothella |
|             | |
|             | Anisochora |
|             | |
|             | Phaeochorella |
|             | |
|             | Clypeotrabutia |
|             | |
|             | Telimena |
|             | |
|             | Trabutiella |
|             | |
|             | Scolecodothis |
|             | |
|             | Coccostromopsis |
|             | |
|             | Puiggarina |
|             | |
|             | Camarotella |
|             | |
|             | Polystigmina |
|             | |
|             | Isothea |
|             | |
|             | Phragmocauma |
|             | |
|             | Rehmiodothis |
|             | |
|             | Orphnodactylis |
|             | |
|             | Phyllocrea |
|             | |
|             | Brobdingnagia |
|             | |
|             | Parberya |
|             | |
|             | Sphaerodothella |
|             | |
|             | Fremitomyces |
|             | |
|             | Oxodeora |
|             | |
|             | Malthomyces |
|             | |
|             | Stigmatula |
|             | |
|             | Pterosporidium |
|             | |
|             | Periaster |
|             | |
|             | Vitreostroma |
|             | |
|             | Imazekia |
|             | |
|             | Retroa |
|             | |
|             | Geminispora |
|             | |
|             | Muelleromyces |
|             | |
|             | Helochora |
|             | |
|             | Deshpandiella |
|             | |
|             | Apodothina |
|             | |
|             | Woronichina |
|             | |
|             | Telemeniella |
|             | |
|             | Lohwagia |
|             | |
|             | Erikssonia |
|             | |
|             | Tolediella |
|             | |
|             | Phaeotrabutia |
|             | |
|             | Stromaster |
|             | |
|             | Schizochora |
|             | |
|             | Baeumleria |
|             | |
|             | Scolecoccoidea |
|             | |
|             | Pseudothiopsella |
|             | |
|             | Pseudothiella |
|             | |
|             | Zimmermanniella |
|             | |
|             | Discomycopsella |
|             | |
|             | Oswaldina |
|             | |
|             | Telimenochora |
|             | |
|             | Phyllachora ramosii |
|             | |
|             | Phyllachora xylopiae |
|             | |
|             | Phyllachora perversa |
|             | |
|             | Phyllachora alnicola |
|             | |
|             | Phyllachora grewiae |
|             | |
|             | Phyllachora tijucensis |
|             | |
|             | Phyllachora machaeriicola |
|             | |
|             | Phyllachora nuttalliana |
|             | |
|             | Phyllachora phyllostachydis |
|             | |
|             | Phyllachora cibotii |
|             | |
|             | Phyllachora quercus |
|             | |
|             | Phyllachora fici-wightianae |
|             | |
|             | Phyllachora parvicapsa |
|             | |
|             | Phyllachora tabebuiae |
|             | |
|             | Phyllachora atromaculans |
|             | |
|             | Phyllachora luteomaculata |
|             | |
|             | Phyllachora placida |
|             | |
|             | Phyllachora setariicola |
|             | |
|             | Phyllachora potentillae |
|             | |
|             | Phyllachora gordoniae |
|             | |
|             | Phyllachora ehretiae |
|             | |
|             | Phyllachora concentrica |
|             | |
|             | Phyllachora celastri |
|             | |
|             | Phyllachora spicatae |
|             | |
|             | Phyllachora vitis |
|             | |
|             | Phyllachora prataprajii |
|             | |
|             | Phyllachora shettyi |
|             | |
|             | Phyllachora colombiensis |
|             | |
|             | Phyllachora keralensis |
|             | |
|             | Phyllachora balakrishnanii |
|             | |
|             | Phyllachora betulae-nanae |
|             | |
|             | Phyllachora annulata |
|             | |
|             | Phyllachora anomala |
|             | |
|             | Phyllachora angelicae |
|             | |
|             | Phyllachora symploci |
|             | |
|             | Phyllachora annuliformis |
|             | |
|             | Phyllachora anthephorae |
|             | |
|             | Phyllachora angustispora |
|             | |
|             | Phyllachora apiahyna |
|             | |
|             | Phyllachora annonaceae |
|             | |
|             | Phyllachora xanthii |
|             | |
|             | Phyllachora tragiae |
|             | |
|             | Phyllachora tricholaenae |
|             | |
|             | Phyllachora fatiscens |
|             | |
|             | Phyllachora explanata |
|             | |
|             | Phyllachora ficuum |
|             | |
|             | Phyllachora ficicola |
|             | |
|             | Phyllachora fici-obscurae |
|             | |
|             | Phyllachora tenuis |
|             | |
|             | Phyllachora aloëtica |
|             | |
|             | Phyllachora alyxiae |
|             | |
|             | Phyllachora aliena |
|             | |
|             | Phyllachora ambrosiae |
|             | |
|             | Phyllachora ambigua |
|             | |
|             | Phyllachora alpiniae |
|             | |
|             | Phyllachora amaniensis |
|             | |
|             | Phyllachora fluminensis |
|             | |
|             | Phyllachora winteri |
|             | |
|             | Phyllachora vulgata |
|             | |
|             | Phyllachora tonduzii |
|             | |
|             | Phyllachora asterigena |
|             | |
|             | Phyllachora cannabis |
|             | |
|             | Phyllachora elliptica |
|             | |
|             | Phyllachora elegans |
|             | |
|             | Phyllachora eleusines |
|             | |
|             | Phyllachora nitidissima |
|             | |
|             | Phyllachora lungusaensis |
|             | |
|             | Phyllachora nigrescens |
|             | |
|             | Phyllachora lucida |
|             | |
|             | Phyllachora leptotheca |
|             | |
|             | Phyllachora leptostromoidea |
|             | |
|             | Phyllachora lepida |
|             | |
|             | Phyllachora musae |
|             | |
|             | Phyllachora mouririae |
|             | |
|             | Phyllachora melastomatis |
|             | |
|             | Phyllachora melastomacearum |
|             | |
|             | Phyllachora escalloniae |
|             | |
|             | Phyllachora espeletiae |
|             | |
|             | Phyllachora marginalis |
|             | |
|             | Phyllachora maprouneae |
|             | |
|             | Phyllachora meliosmae |
|             | |
|             | Phyllachora melicicola |
|             | |
|             | Phyllachora nepenthidis |
|             | |
|             | Phyllachora eupatorii |
|             | |
|             | Phyllachora negeriana |
|             | |
|             | Phyllachora euphorbiaceae |
|             | |
|             | Phyllachora nectandrae |
|             | |
|             | Phyllachora lineola |
|             | |
|             | Phyllachora litseae |
|             | |
|             | Phyllachora dombeyae |
|             | |
|             | Phyllachora duplex |
|             | |
|             | Phyllachora dolichospora |
|             | |
|             | Phyllachora drypeticola |
|             | |
|             | Phyllachora miconiicola |
|             | |
|             | Phyllachora nodicola |
|             | |
|             | Phyllachora noackii |
|             | |
|             | Phyllachora megastroma |
|             | |
|             | Phyllachora episphaeria |
|             | |
|             | Phyllachora megalospora |
|             | |
|             | Phyllachora macrospora |
|             | |
|             | Phyllachora laeviuscula |
|             | |
|             | Phyllachora miryensis |
|             | |
|             | Phyllachora miscanthi |
|             | |
|             | Phyllachora lespedezae |
|             | |
|             | Phyllachora meliae |
|             | |
|             | Phyllachora eugeniae |
|             | |
|             | Phyllachora melianthi |
|             | |
|             | Phyllachora maydis |
|             | |
|             | Phyllachora mayepeae |
|             | |
|             | Phyllachora nitidula |
|             | |
|             | Phyllachora michelii |
|             | |
|             | Phyllachora mabae |
|             | |
|             | Phyllachora mutisiae |
|             | |
|             | Phyllachora luzulae |
|             | |
|             | Phyllachora myrrhinii |
|             | |
|             | Phyllachora macarangae |
|             | |
|             | Phyllachora nectandricola |
|             | |
|             | Phyllachora myrciae |
|             | |
|             | Phyllachora elmeri |
|             | |
|             | Phyllachora engelhardtiae |
|             | |
|             | Phyllachora minuta |
|             | |
|             | Phyllachora minutissima |
|             | |
|             | Phyllachora melaleucae |
|             | |
|             | Phyllachora maculans |
|             | |
|             | Phyllachora madeirensis |
|             | |
|             | Phyllachora nervicida |
|             | |
|             | Phyllachora maculicola |
|             | |
|             | Phyllachora manaosensis |
|             | |
|             | Phyllachora maculata |
|             | |
|             | Phyllachora monninae |
|             | |
|             | Phyllachora missouriensis |
|             | |
|             | Phyllachora lonchotheca |
|             | |
|             | Phyllachora morthieri |
|             | |
|             | Phyllachora effigurata |
|             | |
|             | Phyllachora durantae |
|             | |
|             | Phyllachora effusa |
|             | |
|             | Phyllachora exanthematica |
|             | |
|             | Phyllachora eximia |
|             | |
|             | Phyllachora exasperans |
|             | |
|             | Phyllachora menispermi |
|             | |
|             | Phyllachora metastelmae |
|             | |
|             | Phyllachora merrillii |
|             | |
|             | Phyllachora shiraiana |
|             | |
|             | Phyllachora valsiformis |
|             | |
|             | Phyllachora valsispora |
|             | |
|             | Phyllachora cassiae |
|             | |
|             | Phyllachora cantonensis |
|             | |
|             | Phyllachora catervaria |
|             | |
|             | Phyllachora canaliculata |
|             | |
|             | Phyllachora castaneae |
|             | |
|             | Phyllachora canarii |
|             | |
|             | Phyllachora caseariae |
|             | |
|             | Phyllachora balansae |
|             | |
|             | Phyllachora barringtoniae |
|             | |
|             | Phyllachora bambusina |
|             | |
|             | Phyllachora bakeriana |
|             | |
|             | Phyllachora atrofigurans |
|             | |
|             | Phyllachora banisteriae |
|             | |
|             | Phyllachora viticicola |
|             | |
|             | Phyllachora viventis |
|             | |
|             | Phyllachora scirpi |
|             | |
|             | Phyllachora glochidii |
|             | |
|             | Phyllachora glaziovii |
|             | |
|             | Phyllachora globispora |
|             | |
|             | Phyllachora conferta |
|             | |
|             | Phyllachora tropicalis |
|             | |
|             | Phyllachora uberata |
|             | |
|             | Phyllachora coicis |
|             | |
|             | Phyllachora umbilicata |
|             | |
|             | Phyllachora brachystemonis |
|             | |
|             | Phyllachora bourreriae |
|             | |
|             | Phyllachora brachyspora |
|             | |
|             | Phyllachora brasiliensis |
|             | |
|             | Phyllachora securidacae |
|             | |
|             | Phyllachora scapincola |
|             | |
|             | Phyllachora scanica |
|             | |
|             | Phyllachora vesicata |
|             | |
|             | Phyllachora chalybaea |
|             | |
|             | Phyllachora gaylussaciae |
|             | |
|             | Phyllachora cinerea |
|             | |
|             | Phyllachora cepae |
|             | |
|             | Phyllachora chusqueae |
|             | |
|             | Phyllachora chenopodii |
|             | |
|             | Phyllachora simabae-cedronis |
|             | |
|             | Phyllachora simplex |
|             | |
|             | Phyllachora cinerascens |
|             | |
|             | Phyllachora fuscescens |
|             | |
|             | Phyllachora frigoris |
|             | |
|             | Phyllachora silphii |
|             | |
|             | Phyllachora centothecae |
|             | |
|             | Phyllachora fructicola |
|             | |
|             | Phyllachora fructigena |
|             | |
|             | Phyllachora sassafras |
|             | |
|             | Phyllachora ulei |
|             | |
|             | Phyllachora ulcerata |
|             | |
|             | Phyllachora blepharoneuri |
|             | |
|             | Phyllachora biareolata |
|             | |
|             | Phyllachora bischofiae |
|             | |
|             | Phyllachora begoniae |
|             | |
|             | Phyllachora baumii |
|             | |
|             | Phyllachora biguttulata |
|             | |
|             | Phyllachora blanquillo |
|             | |
|             | Phyllachora bersamae |
|             | |
|             | Phyllachora scleriae |
|             | |
|             | Phyllachora scleriicola |
|             | |
|             | Phyllachora urvilleana |
|             | |
|             | Phyllachora urophylla |
|             | |
|             | Phyllachora caffra |
|             | |
|             | Phyllachora canafistulae |
|             | |
|             | Phyllachora asteromorpha |
|             | |
|             | Phyllachora astronii |
|             | |
|             | Phyllachora aspidea |
|             | |
|             | Phyllachora aspideoides |
|             | |
|             | Phyllachora vilis |
|             | |
|             | Phyllachora vinosa |
|             | |
|             | Phyllachora viridulocincta |
|             | |
|             | Phyllachora schweinfurthii |
|             | |
|             | Phyllachora schoenicola |
|             | |
|             | Phyllachora clypeata |
|             | |
|             | Phyllachora tritici-gracilis |
|             | |
|             | Phyllachora trivialis |
|             | |
|             | Phyllachora gentianae |
|             | |
|             | Phyllachora triumfettae |
|             | |
|             | Phyllachora pittieri |
|             | |
|             | Phyllachora huallagensis |
|             | |
|             | Phyllachora impatientis |
|             | |
|             | Phyllachora hibiscicola |
|             | |
|             | Phyllachora incarcerata |
|             | |
|             | Phyllachora hugoniae |
|             | |
|             | Phyllachora huberi |
|             | |
|             | Phyllachora hyssopi |
|             | |
|             | Phyllachora inclusa |
|             | |
|             | Phyllachora pittospori |
|             | |
|             | Phyllachora hieronymi |
|             | |
|             | Phyllachora ocoteicola |
|             | |
|             | Phyllachora olyrae |
|             | |
|             | Phyllachora opaca |
|             | |
|             | Phyllachora connari |
|             | |
|             | Phyllachora glycosmidis |
|             | |
|             | Phyllachora conspurcata |
|             | |
|             | Phyllachora congregata |
|             | |
|             | Phyllachora connarina |
|             | |
|             | Phyllachora conspicua |
|             | |
|             | Phyllachora psychotriae |
|             | |
|             | Phyllachora pterospermi |
|             | |
|             | Phyllachora pterocarpi |
|             | |
|             | Phyllachora pseudes |
|             | |
|             | Phyllachora dactylidis |
|             | |
|             | Phyllachora cyperina |
|             | |
|             | Phyllachora pappiana |
|             | |
|             | Phyllachora panici |
|             | |
|             | Phyllachora decaisneana |
|             | |
|             | Phyllachora guavira |
|             | |
|             | Phyllachora delicatula |
|             | |
|             | Phyllachora guatteriae |
|             | |
|             | Phyllachora heraclei |
|             | |
|             | Phyllachora guazumae |
|             | |
|             | Phyllachora picea |
|             | |
|             | Phyllachora piperacearum |
|             | |
|             | Phyllachora oryzopsidis |
|             | |
|             | Phyllachora orbiculata |
|             | |
|             | Phyllachora ornans |
|             | |
|             | Phyllachora gracillima |
|             | |
|             | Phyllachora crotonicola |
|             | |
|             | Phyllachora plantaginis |
|             | |
|             | Phyllachora orbicula |
|             | |
|             | Phyllachora opposita |
|             | |
|             | Phyllachora granulosa |
|             | |
|             | Phyllachora dalibardae |
|             | |
|             | Phyllachora grammica |
|             | |
|             | Phyllachora gratissima |
|             | |
|             | Phyllachora dawei |
|             | |
|             | Phyllachora socia |
|             | |
|             | Phyllachora sordida |
|             | |
|             | Phyllachora solidaginum |
|             | |
|             | Phyllachora dioscoreae |
|             | |
|             | Phyllachora stipata |
|             | |
|             | Phyllachora strelitziae |
|             | |
|             | Phyllachora subbrachyspora |
|             | |
|             | Phyllachora deusta |
|             | |
|             | Phyllachora subopaca |
|             | |
|             | Phyllachora subrepens |
|             | |
|             | Phyllachora disseminata |
|             | |
|             | Phyllachora distinguenda |
|             | |
|             | Phyllachora sphaerospora |
|             | |
|             | Phyllachora sphaerosperma |
|             | |
|             | Phyllachora spissa |
|             | |
|             | Phyllachora dischidiae |
|             | |
|             | Phyllachora dispersa |
|             | |
|             | Phyllachora sororcula |
|             | |
|             | Phyllachora spegazzinii |
|             | |
|             | Phyllachora subcuticularis |
|             | |
|             | Phyllachora subcircinans |
|             | |
|             | Phyllachora sinensis |
|             | |
|             | Phyllachora sinik-lagaraik |
|             | |
|             | Phyllachora devriesii |
|             | |
|             | Phyllachora dimeriae |
|             | |
|             | Phyllachora subtropica |
|             | |
|             | Phyllachora sporoboli |
|             | |
|             | Phyllachora stenospora |
|             | |

|  | Phyllachora ramosii          |
|  |                              |
|  | Phyllachora xylopiae         |
|  |                              |
|  | Phyllachora perversa         |
|  |                              |
|  | Phyllachora alnicola         |
|  |                              |
|  | Phyllachora grewiae          |
|  |                              |
|  | Phyllachora tijucensis       |
|  |                              |
|  | Phyllachora machaeriicola    |
|  |                              |
|  | Phyllachora nuttalliana      |
|  |                              |
|  | Phyllachora phyllostachydis  |
|  |                              |
|  | Phyllachora cibotii          |
|  |                              |
|  | Phyllachora quercus          |
|  |                              |
|  | Phyllachora fici-wightianae  |
|  |                              |
|  | Phyllachora parvicapsa       |
|  |                              |
|  | Phyllachora tabebuiae        |
|  |                              |
|  | Phyllachora atromaculans     |
|  |                              |
|  | Phyllachora luteomaculata    |
|  |                              |
|  | Phyllachora placida          |
|  |                              |
|  | Phyllachora setariicola      |
|  |                              |
|  | Phyllachora potentillae      |
|  |                              |
|  | Phyllachora gordoniae        |
|  |                              |
|  | Phyllachora ehretiae         |
|  |                              |
|  | Phyllachora concentrica      |
|  |                              |
|  | Phyllachora celastri         |
|  |                              |
|  | Phyllachora spicatae         |
|  |                              |
|  | Phyllachora vitis            |
|  |                              |
|  | Phyllachora prataprajii      |
|  |                              |
|  | Phyllachora shettyi          |
|  |                              |
|  | Phyllachora colombiensis     |
|  |                              |
|  | Phyllachora keralensis       |
|  |                              |
|  | Phyllachora balakrishnanii   |
|  |                              |
|  | Phyllachora betulae-nanae    |
|  |                              |
|  | Phyllachora annulata         |
|  |                              |
|  | Phyllachora anomala          |
|  |                              |
|  | Phyllachora angelicae        |
|  |                              |
|  | Phyllachora symploci         |
|  |                              |
|  | Phyllachora annuliformis     |
|  |                              |
|  | Phyllachora anthephorae      |
|  |                              |
|  | Phyllachora angustispora     |
|  |                              |
|  | Phyllachora apiahyna         |
|  |                              |
|  | Phyllachora annonaceae       |
|  |                              |
|  | Phyllachora xanthii          |
|  |                              |
|  | Phyllachora tragiae          |
|  |                              |
|  | Phyllachora tricholaenae     |
|  |                              |
|  | Phyllachora fatiscens        |
|  |                              |
|  | Phyllachora explanata        |
|  |                              |
|  | Phyllachora ficuum           |
|  |                              |
|  | Phyllachora ficicola         |
|  |                              |
|  | Phyllachora fici-obscurae    |
|  |                              |
|  | Phyllachora tenuis           |
|  |                              |
|  | Phyllachora aloëtica         |
|  |                              |
|  | Phyllachora alyxiae          |
|  |                              |
|  | Phyllachora aliena           |
|  |                              |
|  | Phyllachora ambrosiae        |
|  |                              |
|  | Phyllachora ambigua          |
|  |                              |
|  | Phyllachora alpiniae         |
|  |                              |
|  | Phyllachora amaniensis       |
|  |                              |
|  | Phyllachora fluminensis      |
|  |                              |
|  | Phyllachora winteri          |
|  |                              |
|  | Phyllachora vulgata          |
|  |                              |
|  | Phyllachora tonduzii         |
|  |                              |
|  | Phyllachora asterigena       |
|  |                              |
|  | Phyllachora cannabis         |
|  |                              |
|  | Phyllachora elliptica        |
|  |                              |
|  | Phyllachora elegans          |
|  |                              |
|  | Phyllachora eleusines        |
|  |                              |
|  | Phyllachora nitidissima      |
|  |                              |
|  | Phyllachora lungusaensis     |
|  |                              |
|  | Phyllachora nigrescens       |
|  |                              |
|  | Phyllachora lucida           |
|  |                              |
|  | Phyllachora leptotheca       |
|  |                              |
|  | Phyllachora leptostromoidea  |
|  |                              |
|  | Phyllachora lepida           |
|  |                              |
|  | Phyllachora musae            |
|  |                              |
|  | Phyllachora mouririae        |
|  |                              |
|  | Phyllachora melastomatis     |
|  |                              |
|  | Phyllachora melastomacearum  |
|  |                              |
|  | Phyllachora escalloniae      |
|  |                              |
|  | Phyllachora espeletiae       |
|  |                              |
|  | Phyllachora marginalis       |
|  |                              |
|  | Phyllachora maprouneae       |
|  |                              |
|  | Phyllachora meliosmae        |
|  |                              |
|  | Phyllachora melicicola       |
|  |                              |
|  | Phyllachora nepenthidis      |
|  |                              |
|  | Phyllachora eupatorii        |
|  |                              |
|  | Phyllachora negeriana        |
|  |                              |
|  | Phyllachora euphorbiaceae    |
|  |                              |
|  | Phyllachora nectandrae       |
|  |                              |
|  | Phyllachora lineola          |
|  |                              |
|  | Phyllachora litseae          |
|  |                              |
|  | Phyllachora dombeyae         |
|  |                              |
|  | Phyllachora duplex           |
|  |                              |
|  | Phyllachora dolichospora     |
|  |                              |
|  | Phyllachora drypeticola      |
|  |                              |
|  | Phyllachora miconiicola      |
|  |                              |
|  | Phyllachora nodicola         |
|  |                              |
|  | Phyllachora noackii          |
|  |                              |
|  | Phyllachora megastroma       |
|  |                              |
|  | Phyllachora episphaeria      |
|  |                              |
|  | Phyllachora megalospora      |
|  |                              |
|  | Phyllachora macrospora       |
|  |                              |
|  | Phyllachora laeviuscula      |
|  |                              |
|  | Phyllachora miryensis        |
|  |                              |
|  | Phyllachora miscanthi        |
|  |                              |
|  | Phyllachora lespedezae       |
|  |                              |
|  | Phyllachora meliae           |
|  |                              |
|  | Phyllachora eugeniae         |
|  |                              |
|  | Phyllachora melianthi        |
|  |                              |
|  | Phyllachora maydis           |
|  |                              |
|  | Phyllachora mayepeae         |
|  |                              |
|  | Phyllachora nitidula         |
|  |                              |
|  | Phyllachora michelii         |
|  |                              |
|  | Phyllachora mabae            |
|  |                              |
|  | Phyllachora mutisiae         |
|  |                              |
|  | Phyllachora luzulae          |
|  |                              |
|  | Phyllachora myrrhinii        |
|  |                              |
|  | Phyllachora macarangae       |
|  |                              |
|  | Phyllachora nectandricola    |
|  |                              |
|  | Phyllachora myrciae          |
|  |                              |
|  | Phyllachora elmeri           |
|  |                              |
|  | Phyllachora engelhardtiae    |
|  |                              |
|  | Phyllachora minuta           |
|  |                              |
|  | Phyllachora minutissima      |
|  |                              |
|  | Phyllachora melaleucae       |
|  |                              |
|  | Phyllachora maculans         |
|  |                              |
|  | Phyllachora madeirensis      |
|  |                              |
|  | Phyllachora nervicida        |
|  |                              |
|  | Phyllachora maculicola       |
|  |                              |
|  | Phyllachora manaosensis      |
|  |                              |
|  | Phyllachora maculata         |
|  |                              |
|  | Phyllachora monninae         |
|  |                              |
|  | Phyllachora missouriensis    |
|  |                              |
|  | Phyllachora lonchotheca      |
|  |                              |
|  | Phyllachora morthieri        |
|  |                              |
|  | Phyllachora effigurata       |
|  |                              |
|  | Phyllachora durantae         |
|  |                              |
|  | Phyllachora effusa           |
|  |                              |
|  | Phyllachora exanthematica    |
|  |                              |
|  | Phyllachora eximia           |
|  |                              |
|  | Phyllachora exasperans       |
|  |                              |
|  | Phyllachora menispermi       |
|  |                              |
|  | Phyllachora metastelmae      |
|  |                              |
|  | Phyllachora merrillii        |
|  |                              |
|  | Phyllachora shiraiana        |
|  |                              |
|  | Phyllachora valsiformis      |
|  |                              |
|  | Phyllachora valsispora       |
|  |                              |
|  | Phyllachora cassiae          |
|  |                              |
|  | Phyllachora cantonensis      |
|  |                              |
|  | Phyllachora catervaria       |
|  |                              |
|  | Phyllachora canaliculata     |
|  |                              |
|  | Phyllachora castaneae        |
|  |                              |
|  | Phyllachora canarii          |
|  |                              |
|  | Phyllachora caseariae        |
|  |                              |
|  | Phyllachora balansae         |
|  |                              |
|  | Phyllachora barringtoniae    |
|  |                              |
|  | Phyllachora bambusina        |
|  |                              |
|  | Phyllachora bakeriana        |
|  |                              |
|  | Phyllachora atrofigurans     |
|  |                              |
|  | Phyllachora banisteriae      |
|  |                              |
|  | Phyllachora viticicola       |
|  |                              |
|  | Phyllachora viventis         |
|  |                              |
|  | Phyllachora scirpi           |
|  |                              |
|  | Phyllachora glochidii        |
|  |                              |
|  | Phyllachora glaziovii        |
|  |                              |
|  | Phyllachora globispora       |
|  |                              |
|  | Phyllachora conferta         |
|  |                              |
|  | Phyllachora tropicalis       |
|  |                              |
|  | Phyllachora uberata          |
|  |                              |
|  | Phyllachora coicis           |
|  |                              |
|  | Phyllachora umbilicata       |
|  |                              |
|  | Phyllachora brachystemonis   |
|  |                              |
|  | Phyllachora bourreriae       |
|  |                              |
|  | Phyllachora brachyspora      |
|  |                              |
|  | Phyllachora brasiliensis     |
|  |                              |
|  | Phyllachora securidacae      |
|  |                              |
|  | Phyllachora scapincola       |
|  |                              |
|  | Phyllachora scanica          |
|  |                              |
|  | Phyllachora vesicata         |
|  |                              |
|  | Phyllachora chalybaea        |
|  |                              |
|  | Phyllachora gaylussaciae     |
|  |                              |
|  | Phyllachora cinerea          |
|  |                              |
|  | Phyllachora cepae            |
|  |                              |
|  | Phyllachora chusqueae        |
|  |                              |
|  | Phyllachora chenopodii       |
|  |                              |
|  | Phyllachora simabae-cedronis |
|  |                              |
|  | Phyllachora simplex          |
|  |                              |
|  | Phyllachora cinerascens      |
|  |                              |
|  | Phyllachora fuscescens       |
|  |                              |
|  | Phyllachora frigoris         |
|  |                              |
|  | Phyllachora silphii          |
|  |                              |
|  | Phyllachora centothecae      |
|  |                              |
|  | Phyllachora fructicola       |
|  |                              |
|  | Phyllachora fructigena       |
|  |                              |
|  | Phyllachora sassafras        |
|  |                              |
|  | Phyllachora ulei             |
|  |                              |
|  | Phyllachora ulcerata         |
|  |                              |
|  | Phyllachora blepharoneuri    |
|  |                              |
|  | Phyllachora biareolata       |
|  |                              |
|  | Phyllachora bischofiae       |
|  |                              |
|  | Phyllachora begoniae         |
|  |                              |
|  | Phyllachora baumii           |
|  |                              |
|  | Phyllachora biguttulata      |
|  |                              |
|  | Phyllachora blanquillo       |
|  |                              |
|  | Phyllachora bersamae         |
|  |                              |
|  | Phyllachora scleriae         |
|  |                              |
|  | Phyllachora scleriicola      |
|  |                              |
|  | Phyllachora urvilleana       |
|  |                              |
|  | Phyllachora urophylla        |
|  |                              |
|  | Phyllachora caffra           |
|  |                              |
|  | Phyllachora canafistulae     |
|  |                              |
|  | Phyllachora asteromorpha     |
|  |                              |
|  | Phyllachora astronii         |
|  |                              |
|  | Phyllachora aspidea          |
|  |                              |
|  | Phyllachora aspideoides      |
|  |                              |
|  | Phyllachora vilis            |
|  |                              |
|  | Phyllachora vinosa           |
|  |                              |
|  | Phyllachora viridulocincta   |
|  |                              |
|  | Phyllachora schweinfurthii   |
|  |                              |
|  | Phyllachora schoenicola      |
|  |                              |
|  | Phyllachora clypeata         |
|  |                              |
|  | Phyllachora tritici-gracilis |
|  |                              |
|  | Phyllachora trivialis        |
|  |                              |
|  | Phyllachora gentianae        |
|  |                              |
|  | Phyllachora triumfettae      |
|  |                              |
|  | Phyllachora pittieri         |
|  |                              |
|  | Phyllachora huallagensis     |
|  |                              |
|  | Phyllachora impatientis      |
|  |                              |
|  | Phyllachora hibiscicola      |
|  |                              |
|  | Phyllachora incarcerata      |
|  |                              |
|  | Phyllachora hugoniae         |
|  |                              |
|  | Phyllachora huberi           |
|  |                              |
|  | Phyllachora hyssopi          |
|  |                              |
|  | Phyllachora inclusa          |
|  |                              |
|  | Phyllachora pittospori       |
|  |                              |
|  | Phyllachora hieronymi        |
|  |                              |
|  | Phyllachora ocoteicola       |
|  |                              |
|  | Phyllachora olyrae           |
|  |                              |
|  | Phyllachora opaca            |
|  |                              |
|  | Phyllachora connari          |
|  |                              |
|  | Phyllachora glycosmidis      |
|  |                              |
|  | Phyllachora conspurcata      |
|  |                              |
|  | Phyllachora congregata       |
|  |                              |
|  | Phyllachora connarina        |
|  |                              |
|  | Phyllachora conspicua        |
|  |                              |
|  | Phyllachora psychotriae      |
|  |                              |
|  | Phyllachora pterospermi      |
|  |                              |
|  | Phyllachora pterocarpi       |
|  |                              |
|  | Phyllachora pseudes          |
|  |                              |
|  | Phyllachora dactylidis       |
|  |                              |
|  | Phyllachora cyperina         |
|  |                              |
|  | Phyllachora pappiana         |
|  |                              |
|  | Phyllachora panici           |
|  |                              |
|  | Phyllachora decaisneana      |
|  |                              |
|  | Phyllachora guavira          |
|  |                              |
|  | Phyllachora delicatula       |
|  |                              |
|  | Phyllachora guatteriae       |
|  |                              |
|  | Phyllachora heraclei         |
|  |                              |
|  | Phyllachora guazumae         |
|  |                              |
|  | Phyllachora picea            |
|  |                              |
|  | Phyllachora piperacearum     |
|  |                              |
|  | Phyllachora oryzopsidis      |
|  |                              |
|  | Phyllachora orbiculata       |
|  |                              |
|  | Phyllachora ornans           |
|  |                              |
|  | Phyllachora gracillima       |
|  |                              |
|  | Phyllachora crotonicola      |
|  |                              |
|  | Phyllachora plantaginis      |
|  |                              |
|  | Phyllachora orbicula         |
|  |                              |
|  | Phyllachora opposita         |
|  |                              |
|  | Phyllachora granulosa        |
|  |                              |
|  | Phyllachora dalibardae       |
|  |                              |
|  | Phyllachora grammica         |
|  |                              |
|  | Phyllachora gratissima       |
|  |                              |
|  | Phyllachora dawei            |
|  |                              |
|  | Phyllachora socia            |
|  |                              |
|  | Phyllachora sordida          |
|  |                              |
|  | Phyllachora solidaginum      |
|  |                              |
|  | Phyllachora dioscoreae       |
|  |                              |
|  | Phyllachora stipata          |
|  |                              |
|  | Phyllachora strelitziae      |
|  |                              |
|  | Phyllachora subbrachyspora   |
|  |                              |
|  | Phyllachora deusta           |
|  |                              |
|  | Phyllachora subopaca         |
|  |                              |
|  | Phyllachora subrepens        |
|  |                              |
|  | Phyllachora disseminata      |
|  |                              |
|  | Phyllachora distinguenda     |
|  |                              |
|  | Phyllachora sphaerospora     |
|  |                              |
|  | Phyllachora sphaerosperma    |
|  |                              |
|  | Phyllachora spissa           |
|  |                              |
|  | Phyllachora dischidiae       |
|  |                              |
|  | Phyllachora dispersa         |
|  |                              |
|  | Phyllachora sororcula        |
|  |                              |
|  | Phyllachora spegazzinii      |
|  |                              |
|  | Phyllachora subcuticularis   |
|  |                              |
|  | Phyllachora subcircinans     |
|  |                              |
|  | Phyllachora sinensis         |
|  |                              |
|  | Phyllachora sinik-lagaraik   |
|  |                              |
|  | Phyllachora devriesii        |
|  |                              |
|  | Phyllachora dimeriae         |
|  |                              |
|  | Phyllachora subtropica       |
|  |                              |
|  | Phyllachora sporoboli        |
|  |                              |
|  | Phyllachora stenospora       |
|  |                              |

## Källor

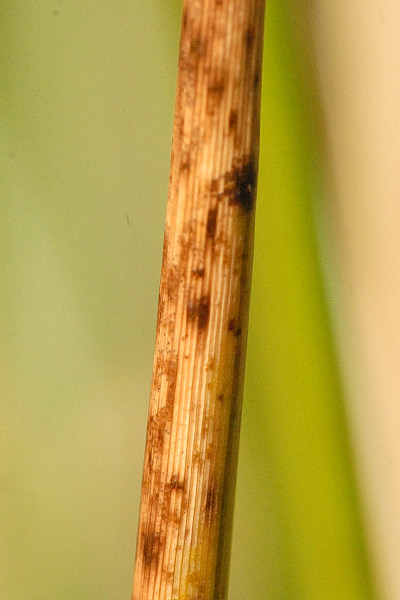